# Simulium griveaudi
Simulium griveaudi es una especie de insecto del género Simulium, familia Simuliidae, orden Diptera.
Fue descrita científicamente por Ovazzar & Ovazza, 1970.